# محلول بيديالايت

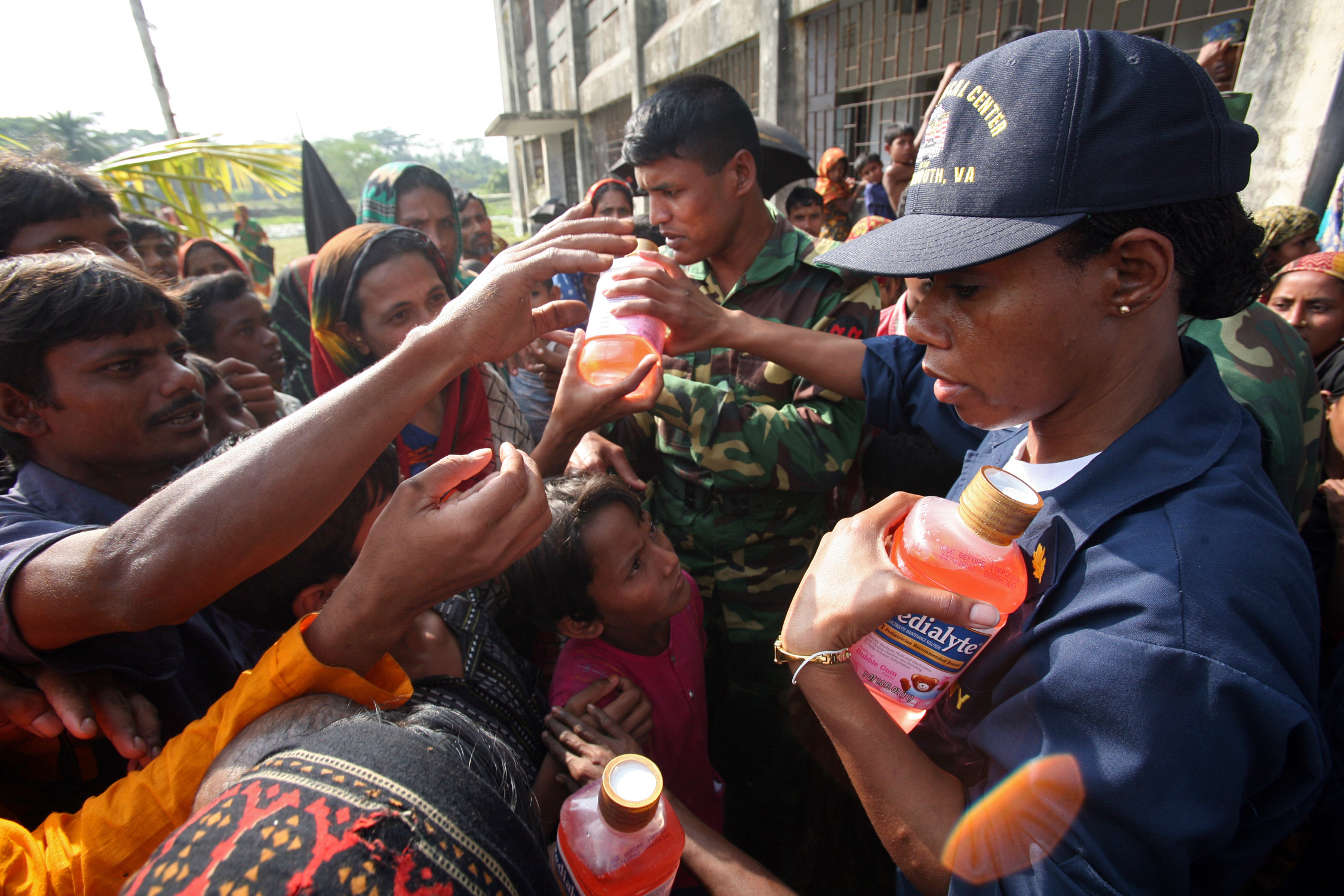
أفراد البحرية الأمريكية وهم يوزعون محلول بيديالايت على ضحايا إعصار سدر في بنغلاديش

محلول بيديالايت هو حل فموي كهرلي صنع بواسطة معامل اّبوت وتم تسويقه للإستعمال على الأطفال. اخترعه الدكتور جاري كوهين من جامعة سوامبسكوت، ماستشوستس.